# Shudō

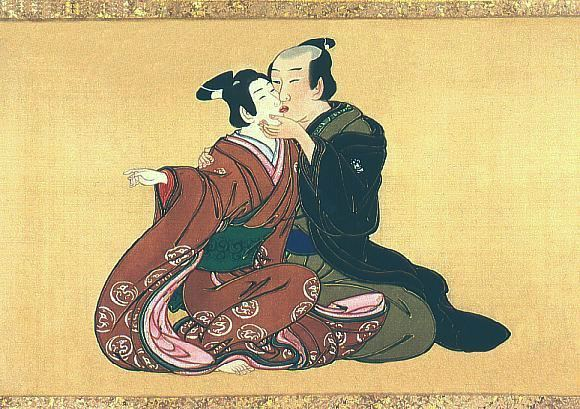
Homme et jeune garçon
Rendez-vous entre un homme et un adolescent.
Miyagawa Isshō, vers 1750; Panneau d'une série de dix, rouleau peint dans le style shunga (kakemono-e) ; sumi-e, peinture et gofun sur soie. Collection particulière.

Le shudō (衆道) est la tradition japonaise d'une homosexualité de type pédérastique pratiquée au sein des samouraïs de l'époque médiévale jusqu'à la fin du XIXe siècle. Le terme est en fait l'abréviation de wakashudō (若衆道), « la voie des jeunes hommes » (jeune (若, waka) et la foule (衆, shû)). Le terme dō (道, voie, chemin) est apparenté au mot chinois tao, chemin menant à l'éveil.

## Origines
Bien que ce soit en 1485 qu'apparaisse pour la première fois le terme shudō, la tradition homosexuelle au Japon lui est nettement antérieure, avec les relations amoureuses entre les moines bouddhistes et leurs novices (chigo). La légende veut que ce soit le bonze Kūkai (également connu sous le nom de Kōbō Daishi), fondateur de l'école bouddhique de Shingon, qui ait importé de Chine l'amour mâle et ses enseignements. Le nom du Mont Kōya (où subsiste encore aujourd'hui le monastère fondé par Kōbō Daishi) était souvent utilisé pour désigner les relations de type pédérastique jusqu'à la fin de l'époque pré-moderne.
En dépit de la légende, des preuves antérieures de l'existence de liaisons homosexuelles au Japon peuvent être retrouvées parmi certains des tout premiers textes japonais, tels le Kojiki qui remonte au VIIIe siècle et le Nihon Shoki.

## Aspects culturels
Les principes du shūdō font partie de la tradition littéraire du Japon ; on les trouve par exemple énoncés dans des ouvrages comme le Hagakure ou divers manuels destinés aux samouraïs. Par ses aspects pédagogiques, militaires et aristocratiques, le  shudō s'apparente fortement à la pédérastie grecque.
La pratique en était tenue en haute estime et se voyait encouragée au sein du groupe des samouraïs.
On la considérait comme bénéfique pour le garçon, en ce qu'elle lui enseignait vertu, honnêteté et sens du beau. Lui était opposé l'amour pour les femmes, accusé de féminiser les hommes.
Aussi bien les annales que les récits de fiction de cette période sont nombreuses à louer la beauté et la valeur des garçons dévoués au shūdō. L'historien Jun'ichi Iwata a pu ainsi établir une liste de quatre cent cinquante-sept références rien que pour les XVIIe et XVIIIe siècles, considérées comme « corpus de pédagogie érotique » (Watanabe & Iwata, 1987).
Avec l'ascension de la classe marchande, certains aspects du shūdō sont adoptées par les classes moyennes et l'homosexualité au Japon commence à être davantage associée aux acteurs de kabuki itinérants, les tobi-ko, qui bien souvent font aussi office de prostitués.
Durant l'ère Edo (1600-1868) les onnagata, acteurs de kabuki adultes interprétant des rôles féminins travaillaient également souvent comme prostitués. Les kagema étaient des garçons prostitués œuvrant dans des maisons closes spécialisées appelées kagemajaya (陰間茶屋, maison de thé des kagema). Tant les kagema que les onnagata étaient très prisés des gens raffinés de l'époque, souvent adeptes du danshoku/nanshoku (男色) ou amour mâle.
Avec le début de la restauration Meiji et l'influence croissante de la culture occidentale, le shudō et l'ensemble des pratiques homoérotiques commencent à faire l'objet de sanctions pénales et connaissent un rapide déclin à la fin du XIXe siècle.

## Héritage dans la culture populaire
En 1999, le réalisateur japonais Nagisa Ōshima réalise le film Tabou, traitant de l'homosexualité chez les samouraïs au XIXe siècle et qui aborde notamment le thème du shudō à travers le personnage de Sōzaburō (joué par Ryūhei Matsuda).